# جبال سانتا مونيكا

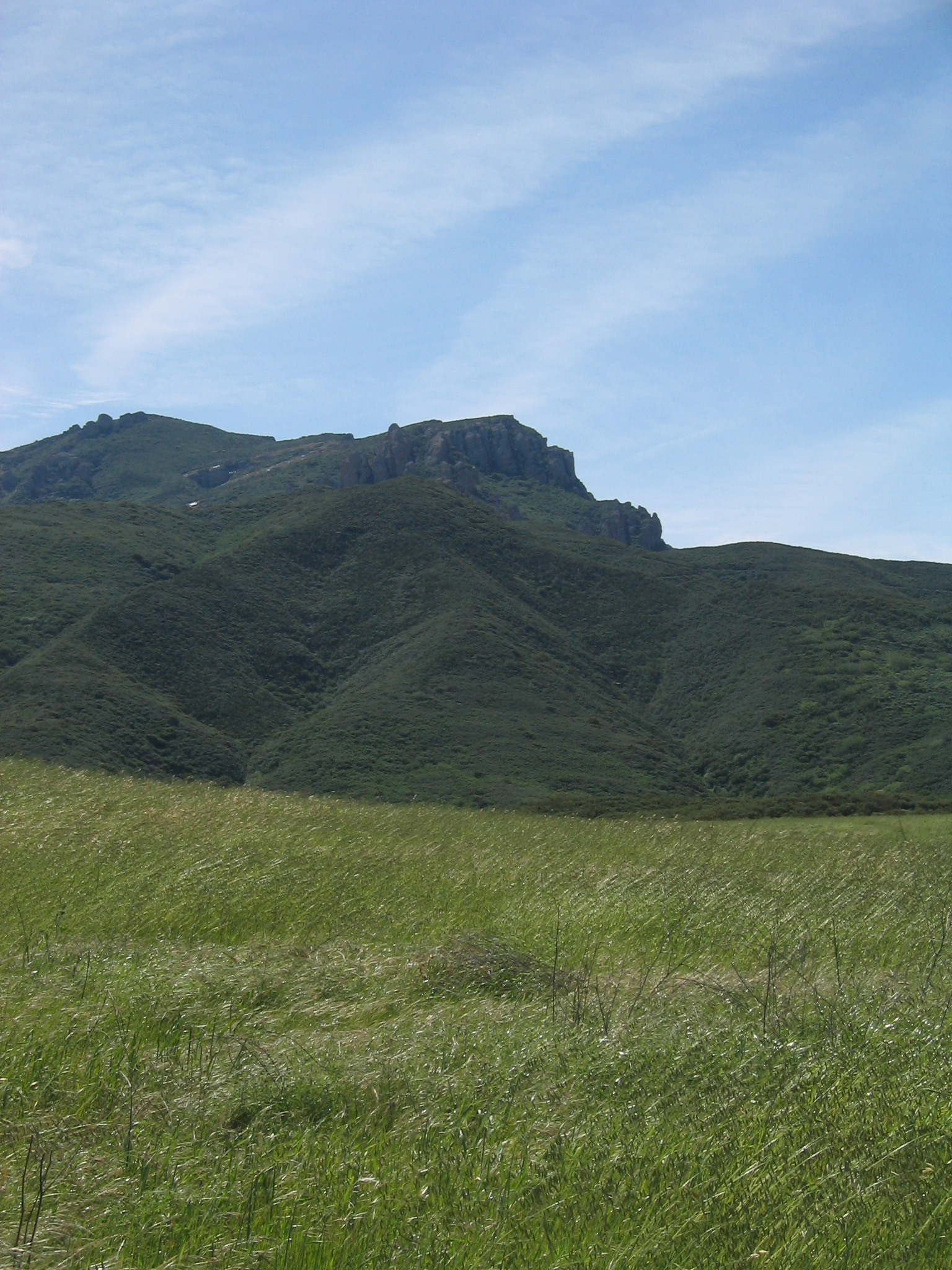
منظر لاحد الجبال

جبال سانتا مونيكا هي سلسلة جبال متوسطة الارتفاع ضمن «السلسلة المستعرضة» المحاذية للمحيط الهادي في كاليفورنيا بالولايات المتحدة الأمريكية.
تمتد هذه السلسلة من شرق الولاية إلى غربها على مسافة 64 كيلومتر من هوليوود هيلز في مدينة لوس أنجلوس إلى مقاطعة فينتورا.
داخل لوس انجلوس، تفصل السلسلة الجبلية المدينة إلى قسمين وادي سان فيرناندو وحوض لوس أنجلس ويمثل ممر كاوينغا الجزء الرابط بين المنطقتين.